# نظام المعلومات البيئي الإقليمي لأمازون الكولومبية
نظام المعلومات البيئي الإقليمي لأمازون الكولومبية (بالإسبانية: Sistema de información ambiental territorial de la Amazonia colombiana) تم تعريف النظام على أنه عملية يقوم بها مجموعة من الجهات المؤسساتية الفاعلة، يتركز عملها بإعداد الاتفاقات والأهداف المشتركة حول إدارة المعلومات البيئية في الأمازون الكولومبي (تشمل الاتفاقيات: المفاهيم والتنظيمات والتقنيات والبنى التحتية للبيانات والمنهجيات والبروتوكولات والتكنولوجية التي تشمل: شبكات المعلومات والاتصالات السلكية واللاسلكية وتقنيات التواصل) نظمت هذه المعلومات كشبكة تتكون من الأفراد والكيانات، يدور عملها في توفير البيانات ومنتجات المعلومات لصناع القرار في العمليات الإقليمية لتحقيق التنمية المستدامة.

## الأهداف
يساهم نظام المعلومات في إدارة المعلومات البيئية نحو توليد المعرفة وصنع القرار والمشاركة الاجتماعية لإدارة التنمية المستدامة في الأمازون الكولومبي عن طريق الأهداف المحددة التالية:
- المساهمة في عمليات التحكم في إقليم الأمازون على أن يكون مستدامًا بيئيًا واجتماعيًا.
- تنظيم المعلومات البيئية والتخلص منها بشكل صحيح لدعم العمليات الوطنية والإقليمية التي تؤثر على منطقة الأمازون الكولومبية. عمليات مثل: تصميم السياسات، البحث، التطوير، التعليم، إنتاج واستخراج الموارد الطبيعية، الرصد البيئي، الإدارة البيئية، بناء رؤية إقليمية.
- تصميم وإنشاء شبكة من المؤسسات والأفراد العاملين بموجب اتفاقات تتعلق بإدارة المعلومات البيئية.
- تعزيز ضمان البيانات البيئية الدائمة.
- تسهيل الوصول إلى المعلومات البيئية للأمازون الكولومبية لجميع الجماهير.
- تكييف أو تبني أو تطوير المعايير والبروتوكولات وحلول التكنولوجيا والعمليات لالتقاط وتوليد ومعالجة ونقل وكشف وإدارة المعلومات التي تم إنشاؤها في الأمازون الكولومبية، والاستجابة لمطالب المعلومات البيئية في منطقة الأمازون الكولومبية.